# Molophilus (Molophilus) pacifer
Molophilus (Molophilus) pacifer is een tweevleugelige uit de familie steltmuggen (Limoniidae). De soort komt voor in het Neotropisch gebied.